# Cymatophora
Cymatophora is een geslacht van vlinders van de familie spanners (Geometridae), uit de onderfamilie Ennominae.

## Soorten
- C. approximaria Hübner, 1806
- C. excurvaria Warren, 1907
- C. insularis Warren, 1906